# Danh sách hóa thạch tiến hóa của con người
Bảng hóa thạch dưới đây cung cấp một cái nhìn tổng quan ngắn gọn về một số hóa thạch đáng chú ý của vượn dạng người đã phát hiện có liên quan đến quá trình tiến hóa của loài người, bắt đầu với sự hình thành của quần thể Hominini vào cuối Miocen, khoảng 6 Ma (Ma/Ka: Mega/Kilo annum, triệu/ngàn năm) trước.
Vì có hàng ngàn hóa thạch, chủ yếu là rời rạc, thường bao gồm xương hay răng đơn lẻ, hiếm khi có hộp sọ hoàn chỉnh hay bộ xương, nên tổng quan này không thể coi là hoàn chỉnh . Tuy nhiên nó hiển thị một số trong những phát hiện quan trọng nhất. Các hóa thạch được sắp xếp theo độ tuổi gần đúng theo số liệu của định tuổi bằng đồng vị phóng xạ và/hoặc định tuổi gia tăng (incremental dating). Tên của loài đại diện được nêu theo sự đồng thuận hiện hành nếu có. Nếu chưa có sự đồng thuận khoa học rõ ràng thì có ghi chú về cách phân loại khác có thể được chỉ định, và ý kiến khác nhau đó có thể tìm thấy trên trang của hóa thạch.
Hầu hết các hóa thạch được đưa ra không được coi là tổ tiên trực tiếp đến người Homo sapiens, nhưng liên quan chặt chẽ với tổ tiên trực tiếp của con người, và do đó rất quan trọng cho việc nghiên cứu của các dòng truyền thừa.

## Danh sách
| Hình                                                                  | Tên                                          | Tuổi                            | Loài                                                   | Năm phát hiện | Nước                              | Người phát hiện                                                                         | Nay đặt ở / Ghi chú                               |
| --------------------------------------------------------------------- | -------------------------------------------- | ------------------------------- | ------------------------------------------------------ | ------------- | --------------------------------- | --------------------------------------------------------------------------------------- | ------------------------------------------------- |
| Miocene muộn , 7,2 - 5,3 Ma                                           |                                              |                                 |                                                        |               |                                   |                                                                                         |                                                   |
|                                                                       | El Graeco                                    | 7,2 Ma                          | Graecopithecus freybergi                               | 2017 (1944)   | Pyrgos, Hy Lạp · Azmaka, Bulgaria | G.H.R. von Koenigswald                                                                  | Met, Athens; Tübingen, Germany                    |
|                                                                       | TM 266 (Toumai)                              | 7 - 6 Ma                        | Sahelanthropus tchadensis                              | 2001          | Sa mạc Djurab, Tchad              | Michel Brunet, Alain Beauvilain, Fanone Gongdibe, Mahamat Adoum, Ahounta Djimdoumalbaye | N'Djamena (Chad), BEAC                            |
|                                                                       | BAR 1000'00                                  | 6,1 - 5,7 Ma                    | Orrorin tugenensis                                     | 2000          | Lukeino, Kenya                    | Martin Pickford, Kiptalam Cheboi, Dominique Gommery, Pierre Mein, Brigitte Senut        |                                                   |
|                                                                       | Dấu chân Trachilos                           | 5,7 Ma                          | Tạo ra bởi hominin hoặc linh trưởng hominin-like       | 2002          | Hy Lạp                            | Gerard D. Gierliński                                                                    |                                                   |
|                                                                       | ALA-VP 1/20                                  | 5,65±0,150 Ma                   | Ardipithecus kadabba                                   | 1997          | Awash Trung, Ethiopia             | Yohannes Haile-Selassie                                                                 |                                                   |
| Pliocene , 5,3 - 2,58 Ma                                              |                                              |                                 |                                                        |               |                                   |                                                                                         |                                                   |
| Hình                                                                  | Tên                                          | Tuổi                            | Loài                                                   | Phát hiện     | Nước                              | Người phát hiện                                                                         | Nay đặt ở / Ghi chú                               |
|                                                                       | Ardi                                         | 4,4 Ma                          | Ardipithecus ramidus                                   | 1994          | Ethiopia                          | Yohannes Haile-Selassie                                                                 |                                                   |
| KNM-LT 329. Réplica at Museo Nacional de Ciencias Naturales of Madrid | KNM-LT 329                                   | 4,60 ±0,40 Ma                   | Australopithecus anamensis                             | 1967          | Kenya                             | Arnold Lewis, Bryan Patterson                                                           |                                                   |
|                                                                       | KNM-TH 13150                                 | 4,70±0,55 Ma                    | Australopithecus anamensis                             | 1984          | Kenya                             | -                                                                                       |                                                   |
|                                                                       | KNM-KP 271                                   | 4 Ma                            | Australopithecus anamensis                             | 1965          | Kenya                             | Bryan Patterson                                                                         |                                                   |
|                                                                       | Dấu chân Laetoli (Laetoli Footprint)         | 3,7 Ma                          | Bipedal hominin                                        | 1976          | Tanzania                          | Mary Leakey                                                                             |                                                   |
|                                                                       | LH 4                                         | 3,40±0,50 Ma                    | Australopithecus afarensis                             | 1974          | Laetoli, Tanzania                 | Mary Leakey                                                                             |                                                   |
|                                                                       | KSD-VP-1/1 (Kadanuumuu)                      | 3,58 Ma                         | Australopithecus afarensis                             | 2005          | Ethiopia                          | Yohannes Haile-Selassie                                                                 |                                                   |
|                                                                       | K 12 (Abel)                                  | 3,5                             | Australopithecus bahrelghazali                         | 1995          | Tchad                             | Michel Brunet                                                                           |                                                   |
|                                                                       | KNM-WT 40000 (Flat Faced Man)                | 3,5 Ma                          | Kenyanthropus platyops                                 | 1999          | Hồ Turkana, Kenya                 | Justus Erus & Meave Leakey                                                              |                                                   |
|                                                                       | BRT-VP-3/14                                  | 3,3-3,5 Ma                      | Australopithecus deyiremeda                            | 2015          | Ethiopia                          | Yohannes Haile-Selassie                                                                 |                                                   |
|                                                                       | Stw 573 (Little foot)                        | 3,3 Ma                          | Australopithecus ?                                     | 1994          | Nam Phi                           | Ronald J. Clarke                                                                        |                                                   |
|                                                                       | DIK-1 (Selam)                                | 3,3 Ma                          | Australopithecus afarensis                             | 2000          | Ethiopia                          | Zeresenay Alemseged                                                                     |                                                   |
|                                                                       | AL 288-1 (Lucy)                              | 3,2 Ma                          | Australopithecus afarensis                             | 1974          | Ethiopia                          | Tom Gray, Donald Johanson, Yves Coppens và Maurice Taieb                                | Bảo tàng Quốc gia Ethiopia                        |
| AL 200-1 and AL 400-1. Australopithecus afarensis                     | AL 200-1                                     | 3,10±0,10 Ma                    | Australopithecus afarensis                             | 1975          | Ethiopia                          | Donald Johanson Yves Coppens và Maurice Taieb                                           |                                                   |
|                                                                       | AL 129-1                                     | 3,10±0,10 Ma                    | Australopithecus afarensis                             | 1973          | Ethiopia                          | Donald Johanson                                                                         |                                                   |
|                                                                       | AL 444-2                                     | 3 Ma                            | Australopithecus afarensis                             | 1992          | Ethiopia                          | Yoel Rak                                                                                |                                                   |
| [ 18 ]                                                                | LD 350-1                                     | 2,775±0,025 Ma                  | Homo ?                                                 | 2013          | Ethiopia                          | Chalachew Seyoum                                                                        |                                                   |
|                                                                       | Taung 1 Em bé Taung                          | 3,03 - 2,61 Ma                  | Australopithecus africanus                             | 1924          | Nam Phi                           | Raymond Dart                                                                            | Đại học Witwatersrand                             |
| Pleistocene , Paleolithic dưới , 2,58 Ma - 300 Ka                     |                                              |                                 |                                                        |               |                                   |                                                                                         |                                                   |
| Hình                                                                  | Tên                                          | Tuổi                            | Loài                                                   | Phát hiện     | Nước                              | Người phát hiện                                                                         | Nay đặt ở / Ghi chú                               |
|                                                                       | KNM WT 17000 Sọ đen (Black Skull)            | 2,5 Ma                          | Paranthropus aethiopicus                               | 1985          | Kenya                             | Alan Walker                                                                             |                                                   |
|                                                                       | BOU-VP-12/130                                | 2,50 Ma                         | Australopithecus garhi                                 | 1997          | Ethiopia                          | Yohannes Haile-Selassie                                                                 |                                                   |
| STS 71                                                                | STS 71                                       | 2,61 -2,07 Ma                   | Australopithecus africanus                             | 1947          | Nam Phi                           | Robert Broom và John T. Robinson                                                        |                                                   |
| STS 52a and STS 52b                                                   | STS 52                                       | 2,61 - 2,07 Ma                  | Australopithecus africanus                             | 1947          | Nam Phi                           | Robert Broom                                                                            |                                                   |
| Original                                                              | Uraha 501 UR 501 Uraha Jawbone               | 2,40±0,10 Ma                    | Homo rudolfensis                                       | 1991          | Malawi                            | Tyson Msiska, Timothy Bromage, Friedemann Schrenk                                       |                                                   |
|                                                                       | STS 5 (Mrs. Ples) (STS 14)                   | 2,07 Ma                         | Australopithecus africanus                             | 1947          | Sterkfontein, Nam Phi             | Robert Broom                                                                            | Ditsong National Museum of Natural History        |
|                                                                       | DNH 134 (Simon)                              | 2,04 Ma                         | Homo erectus                                           | 2015          | Drimolen Main Quarry, Nam Phi     | Andy Herries và đội khai quật                                                           | Đại học Witwatersrand                             |
|                                                                       | DNH 155                                      | 2,04-1,95 Ma                    | Paranthropus robustus                                  | 2018          | Drimolen Main Quarry, Nam Phi     | Andy Herries & Stephanie Bakers                                                         | Đại học Witwatersrand                             |
|                                                                       | DNH 152 (Khethi)                             | 2,04-1,95 Ma                    | Paranthropus robustus                                  | 2018          | Drimolen Main Quarry, Nam Phi     | Andy Herries & Stephanie Baker                                                          | Đại học Witwatersrand                             |
|                                                                       | DNH 7 (Eurydice)                             | 2,04 - 1,95 Ma                  | Paranthropus robustus                                  | 1994          | Drimolen Main Quarry, Nam Phi     | R. Smith & André Keyser                                                                 | Đại học Witwatersrand                             |
|                                                                       | TM 1517                                      | 2 Ma ?                          | Paranthropus robustus                                  | 1938          | Nam Phi                           | Gert Terblanche                                                                         | Ditsong National Museum of Natural History        |
|                                                                       | MH1 (Karabo)                                 | 1.977-1.98 Ma                   | Australopithecus sediba                                | 2008          | Nam Phi                           | Lee R. Berger                                                                           | Đại học Witwatersrand                             |
|                                                                       | KNM ER 1813                                  | 1,9 Ma                          | Homo habilis                                           | 1973          | Kenya                             | Kamoya Kimeu                                                                            |                                                   |
|                                                                       | KNM ER 1470                                  | 1,9 Ma                          | Homo rudolfensis                                       | 1972          | Kenya                             | Bernard Ngeneo                                                                          |                                                   |
|                                                                       | SK 48                                        | 2,25 - 1,80 Ma                  | Paranthropus robustus                                  | 1948          | Swartkrans, South Africa          | Robert Broom                                                                            | Ditsong National Museum of Natural History        |
|                                                                       | SK 46                                        | 2,25 - 1,80 Ma                  | Paranthropus robustus                                  | 1949          | Swartkrans, Nam Phi               | Robert Broom                                                                            | Ditsong National Museum of Natural History        |
|                                                                       | SK 847                                       | 2,25 - 1,80 Ma                  | Homo habilis                                           | 1949          | Swartkrans, Nam Phi               |                                                                                         | Ditsong National Museum of Natural History        |
| Replica made with a 3D printer                                        | OH 24 (Twiggy)                               | 1.8 Ma                          | Homo habilis                                           | 1968          | Tanzania                          | Peter Nzube                                                                             |                                                   |
|                                                                       | OH 8                                         | 1.8 Ma                          | Homo habilis                                           | 1960          | Tanzania                          |                                                                                         |                                                   |
|                                                                       | OH 5 (Zinj or nutcracker man)                | 1.8 Ma                          | Paranthropus boisei                                    | 1959          | Tanzania                          | Mary Leakey                                                                             |                                                   |
|                                                                       | D2700 (Dmanisi Skull 3)                      | 1.8 Ma                          | Homo erectus georgicus                                 | 2001          | Gruzia                            | David Lordkipanidze và Abesalom Vekua                                                   |                                                   |
| Dmanisi skull 4, D3444                                                | D3444 (Dmanisi Skull 4)                      | 1.8 Ma                          | Homo erectus georgicus                                 | 2003          | Gruzia                            | David Lordkipanidze                                                                     |                                                   |
| Dmanisi skull 5 de Dmanisi                                            | D4500 (Dmanisi Skull 5)                      | 1.8 Ma                          | Homo erectus georgicus                                 | 2005 - 2013   | Gruzia                            | David Lordkipanidze                                                                     |                                                   |
|                                                                       | KNM-ER 62000                                 | 1.78 -1.9 Ma                    | Homo rudolfensis                                       | 2012          | Koobi Fora, Kenya                 | Nhóm của Meave Leakey                                                                   |                                                   |
|                                                                       | KNM-ER 62003 (đoạn hàm dưới)                 | 1.78 -1.9 Ma                    | Homo rudolfensis                                       | 2012          | Koobi Fora, Kenya                 | Nhóm của Meave Leakey                                                                   |                                                   |
|                                                                       | KNM-ER 60000 (hàm dưới)                      | 1.78 -1.9 Ma                    | Homo rudolfensis                                       | 2012          | Koobi Fora, Kenya                 | Nhóm của Meave Leakey                                                                   |                                                   |
|                                                                       | OH 7                                         | 1.75 Ma                         | Homo habilis                                           | 1960          | Tanzania                          | Jonathan Leakey                                                                         |                                                   |
|                                                                       | KNM ER 3733                                  | 1.75 Ma                         | Homo ergaster (aka Homo erectus)                       | 1975          | Kenya                             | Bernard Ngeneo                                                                          |                                                   |
|                                                                       | KNM ER 1805                                  | 1.74 Ma                         | Homo habilis                                           | 1973 - 1974   | Kenya                             | Paul Abell                                                                              |                                                   |
|                                                                       | Người vượn Nguyên Mưu, (Yuanmou Man), răng   | 1.7 Ma / 0.5-0.6 Ma (tranh cãi) | Homo erectus                                           | 1965          | Trung Quốc                        | Fang Qian                                                                               |                                                   |
|                                                                       | KNM ER 406                                   | 1.7 Ma                          | Paranthropus boisei                                    | 1969          | Kenya                             | Richard Leakey                                                                          |                                                   |
|                                                                       | KNM ER 732                                   | 1.7 Ma                          | Paranthropus boisei                                    | 1970          | Kenya                             | Richard Leakey                                                                          |                                                   |
|                                                                       | KNM ER 23000                                 | 1.7 Ma                          | Paranthropus boisei                                    | 1990          | Koobi Fora, Kenya                 | Benson Kyongo                                                                           |                                                   |
|                                                                       | KNM WT 17400                                 | 1.7 Ma                          | Paranthropus boisei                                    |               | Kenya                             |                                                                                         | Bảo tàng Quốc gia Kenya, Nairobi                  |
|                                                                       | KNM WT 15000, (Cậu bé Turkana)               | 1.6 Ma                          | Homo ergaster (aka Homo erectus)                       | 1984          | Kenya                             | Kamoya Kimeu                                                                            | Bảo tàng Quốc gia Kenya, Nairobi                  |
| [ 45 ]                                                                | StW 53                                       | 1.5-2 Ma                        | Homo gautengensis                                      | 1976          | Nam Phi                           | A. R. Hughes                                                                            |                                                   |
|                                                                       | DNH 7 (Eurydice)                             | 1.5-2 Ma                        | Paranthropus robustus                                  | 1994          | Nam Phi                           | André Keyser                                                                            |                                                   |
| Replica of the mandible of Peninj, P. boisei                          | Peninj hàm dưới                              | 1.5 Ma                          | Paranthropus boisei                                    | 1964          | Tanzania                          | Richard Leakey                                                                          |                                                   |
| OH 9, partial skull                                                   | OH 9 (Chellean Man)                          | 1.5 Ma                          | Homo erectus                                           | 1960          | Tanzania                          | Louis Leakey                                                                            |                                                   |
| KNM-ER 992. Replica. Museo Nacional de Ciencias Naturales in Madrid   | KNM ER 992                                   | 1.5 Ma                          | Homo ergaster (aka Homo erectus)                       | 1971          | Kenya                             | Richard Leakey                                                                          |                                                   |
|                                                                       | Mojokerto 1 (Mojokerto child)                | 1.43-1.49 Ma                    | Homo erectus                                           | 1936          | Indonesia                         | Andojo, G.H.R. von Koenigswald                                                          |                                                   |
|                                                                       | KNM ER 3883                                  | 1.4-1.6 Ma                      | Homo erectus                                           | 1976          | Kenya                             | Richard Leakey                                                                          |                                                   |
|                                                                       | KGA 10-525                                   | 1.4 Ma                          | Paranthropus boisei                                    | 1993          | Ethiopia                          | A. Amzaye                                                                               |                                                   |
|                                                                       | Atapuerca Jawbone                            | 1.2 Ma                          | Homo sp.                                               | 2008          | Tây Ban Nha                       | Eudald Carbonell                                                                        | Museo de la Evolución Humana, Burgos, Tây Ban Nha |
| The Kocabas hominin calvaria.                                         | Kocabas                                      | 1.1 Ma                          | Homo erectus                                           | 2002          | Thổ Nhĩ Kỳ                        | M. Cihat Alçiçek                                                                        |                                                   |
|                                                                       | Daka                                         | 1.0 Ma                          | Homo erectus                                           | 1997          | Ethiopia                          | Henry Gilbert                                                                           |                                                   |
|                                                                       | Sangiran 4                                   | 1 Ma                            | Homo erectus                                           | 1939          | Indonesia                         | G.H.R. von Koenigswald                                                                  |                                                   |
|                                                                       |                                              | 780-858 Ka                      | Homo erectus                                           | 1994          | Tây Ban Nha                       | Bermúdez & Arsuaga                                                                      | Museo de la Evolución Humana, Burgos, Tây Ban Nha |
|                                                                       | Sangiran 2                                   | 0.7-1.6 Ma                      | Homo erectus                                           | 1937          | Indonesia                         | G.H.R. von Koenigswald                                                                  |                                                   |
|                                                                       | Người vượn Java, Pithecanthropus-1, Trinil 2 | 0.7 -1 Ma                       | Homo erectus                                           | 1891          | Indonesia                         | Eugène Dubois                                                                           |                                                   |
| Mandible Ternifine III                                                | Ternifine 2-3, Tighennif                     | 700 Ka                          | Homo erectus                                           | 1954          | Algérie                           | C. Arambourg & B. Hoffstetter                                                           |                                                   |
|                                                                       | Sangiran 17                                  | 700 Ka                          | Homo erectus                                           | 1969          | Indonesia                         | S. Sartono                                                                              |                                                   |
|                                                                       | Người vượn Bắc Kinh (Peking Man)             | 680-780 Ka                      | Homo erectus                                           | 1921          | Trung Quốc                        | Davidson Black                                                                          | Bị mất cắp                                        |
| Madam Buya                                                            | Madam Buya                                   | 600-1.4 Ma                      | Homo heidelbergensis or Homo erectus                   | 1997          | Eritrea                           | Ernesto Abbate                                                                          |                                                   |
|                                                                       | Hóa thạch Bodo                               | 600 Ka                          | Homo heidelbergensis or Homo erectus                   | 1976          | Ethiopia                          | A. Asfaw                                                                                |                                                   |
|                                                                       | Mauer 1 Heidelberg Man                       | 500 Ka                          | Homo heidelbergensis                                   | 1907          | Đức                               | Daniel Hartmann                                                                         |                                                   |
|                                                                       | Saldanha man                                 | 500 Ka                          | Homo rhodesiensis                                      | 1953          | Nam Phi                           |                                                                                         |                                                   |
|                                                                       | Boxgrove Man                                 | 478-524 Ka                      | Homo heidelbergensis                                   | 1994          | Anh Quốc                          |                                                                                         |                                                   |
| Arago XXI                                                             | Arago 21 (Tautavel Man)                      | 450 Ka                          | Homo erectus                                           | 1971          | Pháp                              | Henry de Lumley                                                                         |                                                   |
| [ 57 ]                                                                | Hexian                                       | 400-500 Ka                      | Homo erectus                                           | 1980          | Trung Quốc                        |                                                                                         |                                                   |
|                                                                       | Skull 5 (Miguelón)                           | 400 Ka                          | Homo heidelbergensis                                   | 1992          | Tây Ban Nha                       | Bermúdez, Arsuaga & Carbonell                                                           | Museo de la Evolución Humana, Burgos, Tây Ban Nha |
| Replica                                                               | Swanscombe Man                               | 400 Ka                          | Homo heidelbergensis                                   | 1935          | Anh Quốc                          | Alvan T Marston                                                                         |                                                   |
|                                                                       | Hóa thạch Salé                               | 400 Ka                          | Homo rhodesiensis                                      | 1971          | Maroc                             |                                                                                         |                                                   |
| Replica made by a 3D printer                                          | Ndutu                                        | 350 Ka                          | Homo rhodesiensis                                      | 1973          | Tanzania                          | A.A. Mturi                                                                              |                                                   |
|                                                                       | Steinheim Skull                              | 350 Ka                          | Homo heidelbergensis                                   | 1933          | Đức                               |                                                                                         |                                                   |
|                                                                       | Samu                                         | 350 Ka                          | Homo erectus                                           | 1964          | Hungary                           | Márton Pécsi                                                                            |                                                   |
|                                                                       | Dinaledi Chamber hominins                    | 414-236 Ka                      | Homo naledi                                            | 2013          | Nam Phi                           | Rick Hunter, Steven Tucker                                                              | Đại học Witwatersrand · Nam Phi                   |
| Pleistocene , Paleolithic giữa : 300 - 50 Ka                          |                                              |                                 |                                                        |               |                                   |                                                                                         |                                                   |
| Hình                                                                  | Tên                                          | Tuổi                            | Loài                                                   | Phát hiện     | Nước                              | Người phát hiện                                                                         | Nay đặt ở / Ghi chú                               |
| Petralona 1                                                           | Petralona 1                                  | 250-500 Ka                      | Homo heidelbergensis                                   | 1960          | Hy Lạp                            |                                                                                         |                                                   |
|                                                                       | Galilee Man                                  | 300-200 Ka                      | Homo heidelbergensis                                   | 1925          | Israel                            | Francis Turville-Petre                                                                  |                                                   |
|                                                                       | Saccopastore 1                               | 250 Ka                          | Homo neanderthalensis                                  | 1929          | Ý                                 | Mario Grazioli                                                                          |                                                   |
|                                                                       | Ngandong 7                                   | 250 Ka                          | Homo erectus                                           | 1931          | Indonesia                         | C. ter Haar và G. H. R. von Koenigswald                                                 |                                                   |
|                                                                       | Bontnewydd (Pontynewydd)                     | 230 Ka                          | Homo neanderthalensis                                  | 1981          | Anh Quốc                          |                                                                                         |                                                   |
| [ 66 ]                                                                | Người vượn Đại Lệ (Dali)                     | 209 ±23 Ka (tranh cãi)          | Homo erectus or Homo sapiens                           | 1978          | Trung Quốc                        | Liu Shuntang                                                                            |                                                   |
|                                                                       | Broken Hill 1, Sọ Kabwe, Rhodesian Man       | 200-300 Ka                      | Homo rhodesiensis                                      | 1921          | Zambia                            | Tom Zwiglaar                                                                            |                                                   |
| [ 69 ]                                                                | Omo 1                                        | 190 Ka                          | Homo sapiens                                           | 1967          | Ethiopia                          | Richard Leakey                                                                          |                                                   |
| [ 70 ]                                                                | Omo 2                                        | 190 Ka                          | Homo sapiens                                           |               | Ethiopia                          | Richard Leakey                                                                          |                                                   |
|                                                                       | Penghu 1                                     | 190-10 Ka                       | Homo tsaichangensis                                    |               | Đài Loan                          |                                                                                         | Bảo tàng Quốc gia Khoa học Tự nhiên Đài Loan      |
| Herto's skull                                                         | Herto remains                                | 160 Ka                          | Homo sapiens                                           | 1997          | Ethiopia                          | Tim White                                                                               |                                                   |
| Jebel Irhoud 1                                                        | Jebel Irhoud 1                               | 160 Ka                          | Homo sapiens                                           | 1991          | Maroc                             |                                                                                         |                                                   |
|                                                                       | Jebel Irhoud 2                               | 160 Ka                          | Homo sapiens                                           | 1991          | Maroc                             |                                                                                         |                                                   |
| [ 76 ]                                                                | Jebel Irhoud 3                               | 160 Ka                          | Homo sapiens                                           | 1991          | Maroc                             |                                                                                         |                                                   |
|                                                                       | Jebel Irhoud 4                               | 160 Ka                          | Homo sapiens                                           | 1991          | Maroc                             |                                                                                         |                                                   |
| [ 77 ] [ 78 ]                                                         | Altamura Man                                 | 130-172 Ka                      | Homo neanderthalensis                                  | 1993          | Ý                                 |                                                                                         | in situ                                           |
| Tabun C1. Low resolution                                              | Tabun C1                                     | 120 Ka                          | Homo neanderthalensis                                  | 1967          | Israel                            | Arthur Jelinek                                                                          |                                                   |
|                                                                       | Krapina                                      | 100-127 Ka                      | Homo neanderthalensis                                  | 1899          | Croatia                           | Dragutin Gorjanović-Kramberger                                                          |                                                   |
| Denisova molar                                                        | Răng Denisovan                               | 110 Ka                          | Homo sp. Altai                                         | 2015          | Nga                               |                                                                                         |                                                   |
|                                                                       | Qafzeh 6                                     | 90-100 Ka                       | Homo sapiens                                           | 1930          | Israel                            | R. Neuville M Stekelis                                                                  |                                                   |
|                                                                       | Qafzeh IX                                    | 90-100 Ka                       | Homo sapiens                                           | 1933          | Israel                            | T. McCown và H. Moivus, Jr.                                                             |                                                   |
| [ 87 ]                                                                | Qafzeh VI                                    | 90-100 Ka                       | Homo sapiens                                           | 1933          | Israel                            | T. McCown và H. Moivus, Jr.                                                             |                                                   |
|                                                                       | Scladina                                     | 80-127 Ka                       | Homo neanderthalensis                                  |               | Bỉ                                |                                                                                         |                                                   |
|                                                                       | Skhul V                                      | 80-120 Ka                       | Homo sapiens                                           | 1933          | Israel                            | T. McCown và H. Moivus, Jr.                                                             |                                                   |
|                                                                       | Skhul IX                                     | 80-120 Ka                       | Homo sapiens                                           |               | Israel                            |                                                                                         |                                                   |
| [ 88 ]                                                                | Klasies River Caves                          | 75-125 Ka                       | Homo sapiens                                           | 1960          | Nam Phi                           | Ray Inskeep, Robin Singer, John Wymer, Hilary Deacon                                    |                                                   |
|                                                                       | Obi-Rakhmat 1                                | 75 Ka                           | Homo neanderthalensis                                  | 2003          | Uzbekistan                        |                                                                                         |                                                   |
|                                                                       | Teshik-Tash Skull                            | 70 Ka                           | Homo neanderthalensis                                  | 1938          | Uzbekistan                        | A. Okladnikov                                                                           |                                                   |
|                                                                       | La Ferrassie 1                               | 70 Ka                           | Homo neanderthalensis                                  | 1909          | Pháp                              | R. Capitan và D. Peyrony                                                                |                                                   |
|                                                                       | Shanidar 1                                   | 60-80 Ka                        | Homo neanderthalensis                                  | 1961          | Iraq                              | Ralph Solecki                                                                           |                                                   |
|                                                                       | La Chapelle-aux-Saints 1                     | 60 Ka                           | Homo neanderthalensis                                  | 1908          | Pháp                              | A. và J. Bouyssonie và L. Bardon                                                        |                                                   |
|                                                                       | Kebara 2 (Moshe)                             | 60 Ka                           | Homo neanderthalensis                                  | 1983          | Israel                            | Lynne Schepartz                                                                         |                                                   |
| [ 92 ]                                                                | Amud 7                                       | 50-60 Ka                        | Homo neanderthalensis                                  |               | Israel                            |                                                                                         |                                                   |
| Pleistocene , Paleolithic trên : 50 - 10 Ka                           |                                              |                                 |                                                        |               |                                   |                                                                                         |                                                   |
| Hình                                                                  | Tên                                          | Tuổi                            | Loài                                                   | Phát hiện     | Nước                              | Người phát hiện                                                                         | Nay đặt ở / Ghi chú                               |
|                                                                       | Sidrón Cave                                  | 49 Ka                           | Homo neanderthalensis                                  | 1994          | Tây Ban Nha                       |                                                                                         |                                                   |
|                                                                       | La Quina 5                                   | 45-60 Ka                        | Homo neanderthalensis                                  |               | Pháp                              |                                                                                         |                                                   |
|                                                                       | La Quina 18                                  | 45-60 Ka                        | Homo neanderthalensis                                  |               | Pháp                              |                                                                                         |                                                   |
| TPL2 mandible                                                         | Tham Pa Ling (Hang Khỉ)                      | 46-63 Ka                        | Homo sapiens                                           | 2009          | Lào                               |                                                                                         |                                                   |
|                                                                       | Kents Cavern                                 | 41-45 Ka                        | Homo sapiens                                           | 1927          | Anh Quốc                          |                                                                                         |                                                   |
|                                                                       | Amud 1                                       | 41 Ka                           | Homo neanderthalensis                                  | 1961          | Israel                            | Hisashi Suzuki                                                                          |                                                   |
|                                                                       | Mungo Man                                    | 40-60 Ka                        | Homo sapiens                                           | 1974          | Úc                                |                                                                                         |                                                   |
|                                                                       | WLH-50                                       |                                 | Homo sapiens                                           | 1982          | Úc                                |                                                                                         |                                                   |
| Mt. Circeo 1                                                          | Mt. Circeo 1                                 | 40-60 Ka                        | Homo neanderthalensis                                  | 1939          | Ý                                 | Prof. Blanc                                                                             |                                                   |
| Neanderthal 1                                                         | Neanderthal 1                                | 40 Ka                           | Homo neanderthalensis                                  | 1856          | Đức                               | Johann Carl Fuhlrott                                                                    |                                                   |
| Denisova phalanx distalis                                             | Denisova hominin (X-Woman)                   | 40 Ka                           | Homo sp. Altai                                         | 2008          | Nga                               | Johannes Krause, et al.                                                                 |                                                   |
|                                                                       | hominin finger bone                          | 40 Ka                           | Homo sp. Altai (possible Neanderthal-Denisovan hybrid) | 2011          | Nga                               |                                                                                         |                                                   |
| Oase 2                                                                | Peștera cu Oase                              | 37.8 Ka                         | Homo sapiens                                           | 2002          | România                           |                                                                                         |                                                   |
|                                                                       | Balangoda man                                | 37 Ka                           | Homo sapiens                                           | 2012          | Sri Lanka                         |                                                                                         |                                                   |
|                                                                       | Hofmeyr Skull                                | 36 Ka                           | Homo sapiens                                           | 1952          | Nam Phi                           |                                                                                         |                                                   |
|                                                                       | Red Lady of Paviland                         | 33 Ka                           | Homo sapiens                                           | 1823          | Anh Quốc                          | William Buckland                                                                        |                                                   |
|                                                                       | Yamashita-Cho Man                            | 32 Ka                           | Homo sapiens                                           | 1962          | Nhật Bản                          |                                                                                         |                                                   |
| Engis 2                                                               | Engis 2                                      | 30-50 Ka                        | Homo neanderthalensis                                  | 1829          | Bỉ                                | Philippe-Charles Schmerling                                                             |                                                   |
| Gibraltar 1                                                           | Gibraltar 1                                  | 30-50 Ka                        | Homo neanderthalensis                                  | 1848          | Gibraltar                         | Captain Edmund Flint                                                                    |                                                   |
| Le Moustier 1                                                         | Le Moustier                                  | 30-50 Ka                        | Homo neanderthalensis                                  | 1909          | Pháp                              |                                                                                         |                                                   |
| Denisova molar                                                        | Răng Denisovan                               | 30-50 Ka                        | Homo sp. Altai                                         | 2000          | Nga                               |                                                                                         |                                                   |
| Cro-Magnon 1                                                          | Cro-Magnon 1                                 | 30 Ka                           | Homo sapiens                                           | 1868          | Pháp                              | Louis Lartet                                                                            |                                                   |
|                                                                       | NG 6                                         | 27-53 Ka                        | Homo erectus                                           | 1931          | Indonesia                         | C. ter Haar và GHR von Koenigswald                                                      |                                                   |
| Replica of Predmosti 3                                                | Predmost 3                                   | 26 Ka                           | Homo sapiens                                           | 1894          | Séc                               | K.J. Maska                                                                              |                                                   |
| [ 102 ]                                                               | Lapedo Child                                 | 24.5 Ka                         | Homo neanderthalensis or Homo sapiens                  | 1998          | Bồ Đào Nha                        | João Zilhão                                                                             |                                                   |
| [ 102 ]                                                               | Eel Point                                    | 24 Ka                           | Homo sapiens                                           | 1997          | Anh Quốc                          |                                                                                         |                                                   |
| LB 1 skeleton                                                         | LB 1 (Hobbit)                                | 18 Ka                           | Homo floresiensis                                      | 2003          | Indonesia                         | Peter Brown                                                                             |                                                   |
| [ 103 ]                                                               | Minatogawa 1                                 | 16-18 Ka                        | Homo sapiens                                           | 1970          | Nhật Bản                          |                                                                                         | Bảo tàng Nhân học Tokyo, Đại học Tōkyō            |
|                                                                       | Tandou                                       | 17 Ka                           | Homo sapiens                                           | 1967          | Úc                                | Duncan Merrilees                                                                        |                                                   |
|                                                                       | Gough's Cave                                 | 14.7 Ka                         | Homo sapiens                                           | 2010          | Anh Quốc                          |                                                                                         |                                                   |
|                                                                       | Iwo Eleru Skull                              | 13 Ka                           | Homo sapiens                                           | 1965          | Nigeria                           |                                                                                         |                                                   |
|                                                                       | Người Arlington Springs                      | 13 Ka                           | Homo sapiens                                           | 1959          | Hoa Kỳ                            | Phil Orr                                                                                |                                                   |
|                                                                       | Người Chancelade (Chancelade man)            | 17-12 Ka                        | Homo sapiens                                           | 1888          | Pháp                              |                                                                                         |                                                   |
| Red Deer cave skull                                                   | Di cốt hang Hươu Đỏ (Red Deer Cave)          | 14.5-11.5 Ka                    | Chưa xác định, có thể là Homo sapiens                  | 1979          | Trung Quốc                        | Darren Curnoe?                                                                          |                                                   |
|                                                                       | Luzia                                        | 11.5 Ka                         | Homo sapiens                                           | 1975          | Brasil                            | Annette Laming-Emperaire                                                                |                                                   |
| [ 112 ]                                                               | Cerro Sota 2                                 | 11 Ka                           | Homo sapiens                                           | 1936          | Chile                             | Junius Bird                                                                             |                                                   |
| Wadjak 1, aka Java Man.                                               | Wadjak 1                                     | 10-12 Ka                        | Homo sapiens                                           | 1888          | Indonesia                         | B.D. van Rietschoten                                                                    |                                                   |
| Holocene , Thời đại đồ đá giữa / đá mới : 10 - 5 Ka                   |                                              |                                 |                                                        |               |                                   |                                                                                         |                                                   |
| Hình                                                                  | Tên                                          | Tuổi                            | Loài                                                   | Phát hiện     | Nước                              | Người phát hiện                                                                         | Nay đặt ở / Ghi chú                               |
|                                                                       | La Brea Woman                                | ~ 10 Ka                         | Homo sapiens                                           | 1914          | Hoa Kỳ                            |                                                                                         |                                                   |
|                                                                       | Combe Capelle                                | 9.6 Ka                          | Homo sapiens                                           | 1909          | Pháp                              | O. Hauser                                                                               |                                                   |
|                                                                       | Cheddar Man                                  | 9 Ka                            | Homo sapiens                                           | 1903          | Anh Quốc                          |                                                                                         |                                                   |
|                                                                       | Kow Swamp 1                                  | 9-13 Ka                         | Homo sapiens                                           | 1968          | Úc                                | Alan G. Thorne                                                                          |                                                   |
|                                                                       | Afalou 13                                    | 8-12 Ka                         | Homo sapiens                                           | 1920          | Algérie                           | C. Arambourg                                                                            |                                                   |
|                                                                       | Wadi Halfa 25                                | 8-12 Ka                         | Homo sapiens                                           | 1963          | Sudan                             | G. Armelagos, E. Ewing, D. Greene                                                       |                                                   |
|                                                                       | Wadi Kubbaniya                               | 8-20 Ka                         | Homo sapiens                                           | 1982          | Ai Cập                            | Fred Wendorf                                                                            |                                                   |
|                                                                       | Minnesota Woman                              | 7.8 - 8 Ka                      | Homo sapiens                                           | 1931          | Minnesota, Hoa Kỳ                 | Albert Jenks, qua đội xây dựng                                                          |                                                   |
|                                                                       | Lo 4b                                        | 6 - 9 Ka                        | Homo sapiens                                           | 1965 - 1975   |                                   | H. Robbins B.M. Lynch                                                                   |                                                   |
|                                                                       | Tepexpan man                                 | 5 - 11 Ka                       | Homo sapiens                                           | 1947          | México                            | H. de Terra                                                                             |                                                   |
|                                                                       | SDM 16704                                    | 4.9-11.8 Ka                     | Homo sapiens                                           | 1929          | Hoa Kỳ                            | M.J. Rogers                                                                             |                                                   |
|                                                                       | Ötzi                                         | 5.3 Ka                          | Homo sapiens                                           | 1991          | Ötztal Alps, Ý                    | Helmut Simon và Erika Simon                                                             | Bảo tàng Khảo cổ học, Bolzano, Ý.                 |